# Cristo morto compianto da due angeli
Cristo morto compianto da due angeli è un dipinto a olio su rame (36,8x44,4 cm) di Giovanni Francesco Barbieri, detto Guercino, databile al 1617 circa e conservato alla National Gallery di Londra.

## Storia
Il dipinto, oggi conservato alla National Gallery di Londra, è documentato in un inventario manoscritto scoperto da Paola della Pergola nell'Archivio Segreto Vaticano (Fondo Borghese, busta 7504). L'inventario, pubblicato dalla studiosa nel 1964 sulla rivista Arte antica e moderna, menziona l’opera con il numero 264. L'inventario, datato 7 aprile 1693, è intitolato Inventario di tutti li mobili che sono nel Appartamento Terreno che gode il Sig.r Prencipe di Rossano, e si riferisce a una parte del Palazzo Borghese in Campo Marzio allora occupata dal principe Giovanni Battista Borghese.
Nel corso del XVIII secolo, il dipinto fu menzionato da vari viaggiatori e studiosi: tra questi, Jean-Joseph Le Français de La Lande che lo segnalò nel 1769, mentre Friedrich Wilhelm Basilius von Ramdohr ne fece cenno nella sua opera pubblicata nel 1787.
Il dipinto compare con il numero 33 nella terza stanza (Il Cristo nel sepolcro, di Guercino) in un elenco datato 9 aprile 1801, relativo ai dipinti venduti dal principe Marcantonio IV Borghese poco prima della sua morte, avvenuta nel marzo 1800. L'acquirente fu un certo Durand, probabilmente un antiquario francese attraverso il quale l'opera — come altre della collezione Borghese — raggiunse l'Inghilterra. Successivamente l'opera entrò nella collezione del reverendo W. Holwell Carr, che la espose in prestito alla British Institution e, con testamento, la destinò in eredità alla National Gallery di Londra, dove è tuttora conservata.

## Descrizione e stile
Il dipinto raffigura il corpo di Cristo morto, disteso su un lenzuolo bianco e sorretto da due angeli, in un ambiente scuro e privo di profondità spaziale. Il volto di Cristo è rivolto verso l'osservatore, con gli occhi chiusi e la bocca leggermente socchiusa. I due angeli, colti in un atteggiamento di raccoglimento e mestizia, sorreggono con delicatezza il busto e le gambe del Redentore.
Hermann Voss aveva proposto per questo dipinto una datazione intorno al 1620. Denis Mahon, invece, basandosi su considerazioni stilistiche, lo colloca a un’epoca significativamente anteriore rispetto alla Visione di san Girolamo del Louvre, datata, sempre per motivi di stile, al 1619-1620. Di conseguenza, Mahon assegna al Cristo morto una datazione intorno al 1617-1618. Su questa ipotesi concordano anche Luigi Salerno e David M. Stone.
Mahon considera il Cristo morto una delle più squisite e riuscite opere religiose di piccolo formato eseguite da Guercino. Egli vi riconosce una fluidità di esecuzione che caratterizza anche i dipinti di maggiori dimensioni appartenenti a questo stesso periodo, e osserva come le figure angeliche trovino confronti agevoli con quelle di altre opere coeve. Stone, che la giudica una delle più belle e meglio conservate tra le piccole composizioni religiose del primo periodo del pittore, sottolinea l’intensità dell’effetto visivo, dato dalla combinazione tra colori vivaci, raffinate ombre scure e una pennellata di straordinaria fluidità.